# Pobiedziewszczyzna
Pobiedziewszczyzna − dawniej folwark i osada. Obecnie część wsi Dejlidki na Białorusi, w obwodzie grodzieńskim, w rejonie ostrowieckim, w sielsowiecie Gierwiaty.

## Historia
W czasach zaborów zaścianek w gminie Soły, w powiecie oszmiańskim, w guberni wileńskiej Imperium Rosyjskiego. W 1905 liczył 15 mieszkańców, 10 dziesięcin.
Po I wojnie światowej pod administracją polską, w Zarządzie Cywilnym Ziem Wschodnich. W latach 1920–1922 w składzie Litwy Środkowej.
Od 11 kwietnia 1922 folwark i osada leżały w Polsce, w województwie wileńskim, w powiecie oszmiańskim, w gminie Soły.
W 1931:
- folwark w 2 domach zamieszkiwało 12 osób[3].
- osadę w 2 domach zamieszkiwało 10 osób[3].

Wierni należeli do parafii rzymskokatolickiej w Sołach. Miejscowość podlegała pod Sąd Grodzki w Oszmianie i Okręgowy w Wilnie; właściwy urząd pocztowy mieścił się w Sołach.
Po II wojnie światowej w granicach Związku Sowieckiego. Od 1991 w niepodległej Białorusi.